# Ločič
Ločič – wieś w Słowenii, w gminie Trnovska vas. W 2018 roku liczyła 125 mieszkańców.